# Volkswagen Jetta

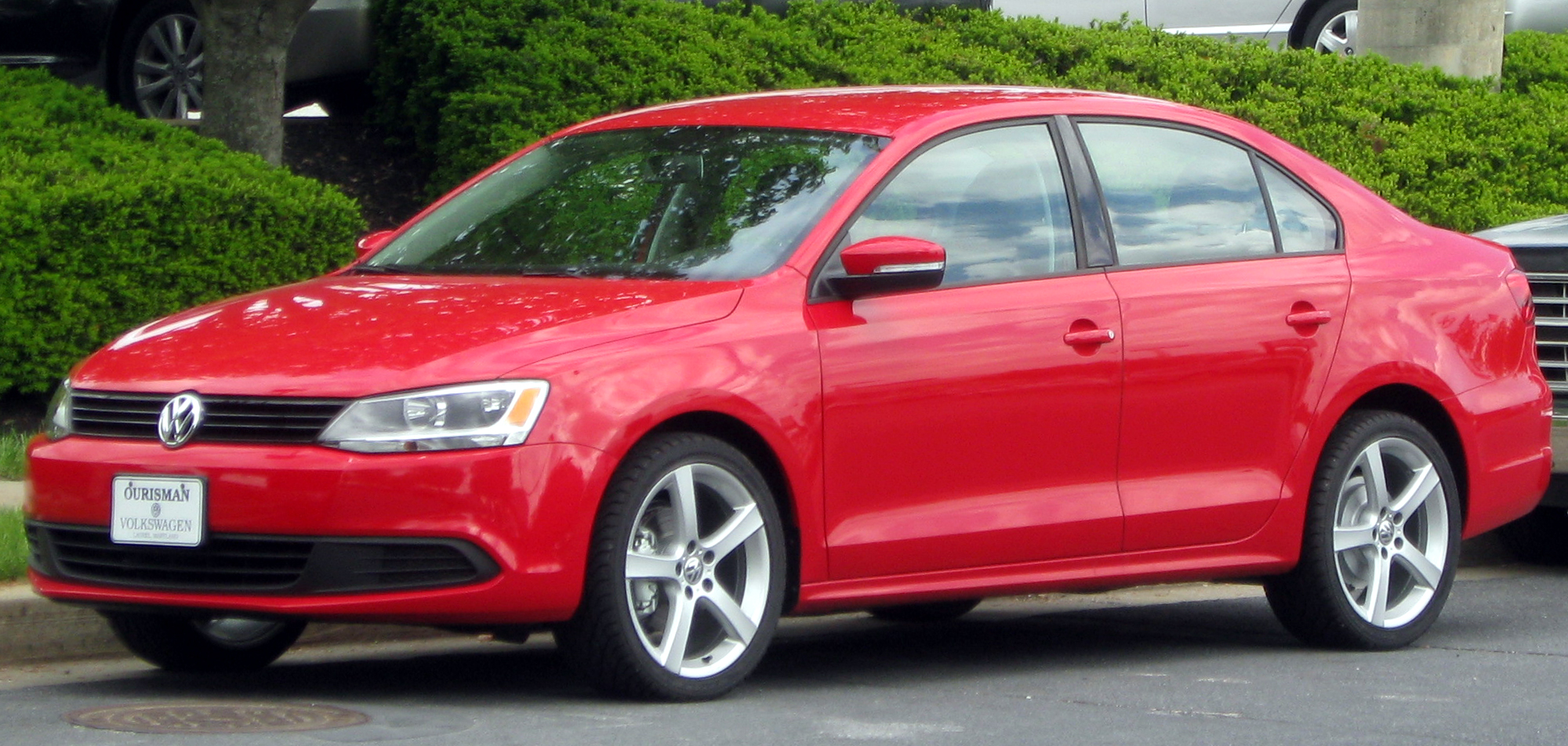
Volkswagen Jetta SE.

El Volkswagen Jetta és un cotxe familiar petit produït pel fabricant alemany Volkswagen des de 1979. Posicionat per omplir un nínxol sedan sobre de la marca del hatchback Golf, s'ha comercialitzat més de sis generacions de diverses maneres com Atlantic, Fox, Vento, Bora, City Jetta, Jetta City, GLI, Jetta, Clasico, i Sagitar.